# Та' Хаджрат
 Храм Та' Хаджрат, (мальт. Ta' Ħaġrat) біля села Мджарр на Мальті занесено до списку Всесвітньої спадщини ЮНЕСКО разом з низкою інших мегалітичних храмів Мальти. Є одним з найдавніших святилищ на Землі. Складається з двох храмів. Великий храм Та ' Хаджрат належить до фази Джгантії (3600-3200 рр. до н. е.); малий храм — до фази Сафліені (3300 — 3000 рр. до н. е.).
Фасад храму та його портал були реконструйовані 1937 року.

## Розташування
Та' Хаджрат знаходиться на західному краю села Мджарр, приблизно за один кілометр від храмового комплексу Скорба. Фасад Та' Хаджрата за своїми характеристиками нагадує інший мальтійський храм, Скорба.

## Храмовий комплекс
Численна кераміка, знайдена під час розкопок, свідчить, що на місці храму раніше існувало село. Ця рання кераміка належить до періоду Мджарр мальтійської історії (3800-3600 рр. до н. е.).
Та' Хаджрат був споруджений з коралового вапняку — найдавнішого з доступних будівельних матеріалів на Мальті. Комплекс складається з двох прилеглих храмів, які обидва мають доволі неформальне планування порівняно з іншими мегалітичними храмами Мальти епохи неоліту. Менший храм примикає до більшого з північного боку.
Зі знахідок на території храму найбільший інтерес становить модель храму з коралового вапняку.

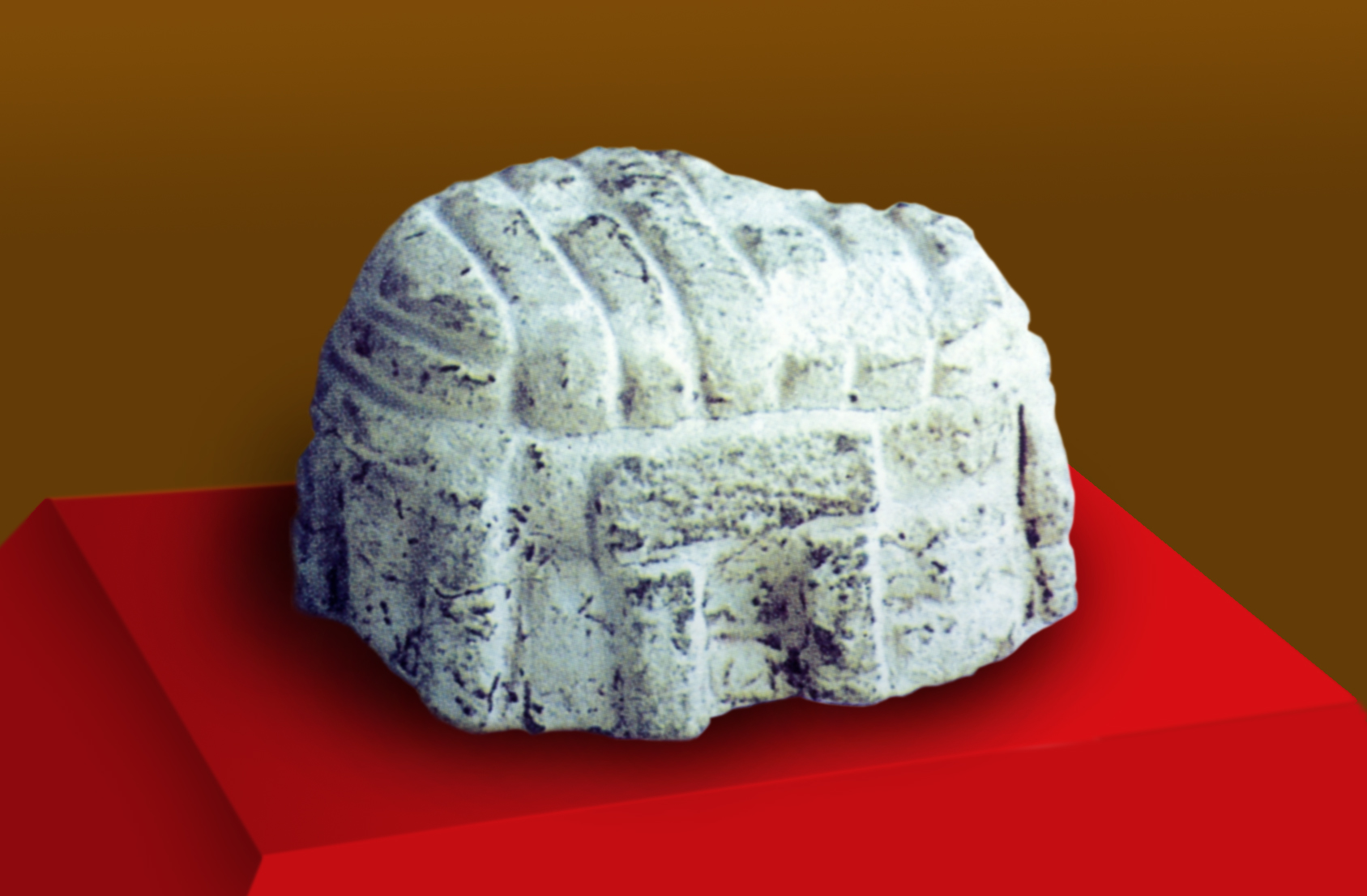
Модель храму, знайдена при розкопках у Та' Хаджраті